# Wolfgang Gröbner

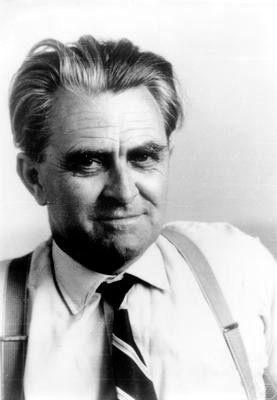
Wolfgang Gröbner

Wolfgang Gröbner (2. Februar 1899 in Gossensaß – 20. August 1980) war ein österreichischer Mathematiker und Freidenker, der vor allem auf dem Gebiet der  kommutativen Algebra und algebraischen Geometrie arbeitete. Sein Name ist bekannt durch die Gröbnerbasis und die Gröbner-Dualität.

## Leben
Gröbner wurde in Südtirol geboren und besuchte das Jesuiteninternat in Feldkirch. Nach der Teilnahme am Ersten Weltkrieg an der Italienischen Front 1917 studierte er zunächst Maschinenbau an der Technischen Universität Graz. Nach dem Tod seines Bruders bei einem Motorradunfall geriet der damals noch tiefreligiöse Gröbner in eine Krise; das führte zum Bruch mit der katholischen Kirche. Er heiratete und wechselte 1929 zur Mathematik, da sie seinen Worten nach jede Autorität außerhalb des eigenen Verstandes ablehnt. 1932 promovierte er mit dem Thema Ein Beitrag zum Problem der Minimalbasen an der Universität Wien unter Philipp Furtwängler (ein weiterer seiner Lehrer war Wilhelm Wirtinger). Danach ging er auf Empfehlung von Furtwängler zwei Semester als „Post Doc“ nach Göttingen ins damalige Zentrum der algebraischen Forschung zu Emmy Noether, wo er sein von Emmy Noether angeregtes Konzept der Gröbner-Dualität und die Theorie irreduzibler Ideale in kommutativen Ringen entwickelte. Er konnte dabei in viel durchsichtigerer Weise als im Original Ergebnisse von Francis Macaulay (Algebraic theory of modular systems, 1916) ableiten und verallgemeinern.
1933 ging er nach Österreich zurück, konnte aber keine Anstellung finden und arbeitete im Hotel der Eltern und als Ingenieur an kleinen Kraftwerken, bis Mauro Picone, ein italienischer Gast, ihm eine Anstellung am Institut für Angewandte Mathematik in Rom verschaffte. Nach der Entscheidung für die deutsche Staatsbürgerschaft bei der Angliederung Südtirols an Italien (Option in Südtirol) musste er 1939 Italien verlassen, arbeitete zunächst in der Redaktion der Fortschritte der Mathematik in Berlin und wurde 1941 Extraordinarius in Wien. Im Krieg arbeitete er unter Gustav Doetsch in der mathematischen Abteilung der Luftfahrtforschungsanstalt Hermann Göring in Braunschweig. Gröbner war dort an der Erstellung von Integraltafeln beteiligt und an der Beantwortung mathematischen Fragen für militärische und flugzeugtechnische Zwecke. Daraus entstand nach dem Krieg sein Interesse für die algebraische Theorie von (nichtlinearen) Differentialgleichungen und deren Störungstheorie über Lie-Reihen, insbesondere auch in der Computeralgebra und Himmelsmechanik einschließlich Berechnung von Raketenbahnen (für diese Untersuchungen warb er auch Gelder von der NASA und dem US-Militär ein). Sein Extraordinariat in Wien trat er nach dem Krieg zunächst nicht an, da er sich in Tirol aufhielt und im Nachkriegsösterreich Demarkationslinien bestanden. Da er nicht Mitglied der NSDAP gewesen war, galt er als unbelastet. An Stelle von Gröbner wechselte Johann Radon von Innsbruck nach Wien. 1947 wurde Gröbner Professor in Innsbruck, was er bis zu seiner Emeritierung 1970 blieb. Er starb 1980 nach einem Schlaganfall.
Gröbnerbasen wurden eigentlich 1965 in der Dissertation seines Studenten Bruno Buchberger entwickelt. Dieser nannte die neue Konstruktion nach Gröbner.
Seit 1944 gab Gröbner mit Nikolaus Hofreiter die weitverbreiteten Integraltafeln heraus.
Gröbner war Vertreter einer rationalen Metaphysik und wiederholte seine Kritik an katholischer Kirche und christlicher Religion außer in Schriften und Vorträgen auch in einem Grenzproblem-Seminar an der Universität Innsbruck. Das führte zu heftiger Kritik von Seiten der katholischen Kirche, die das Seminar als unakademisch und blasphemisch bezeichnete, und Gröbner, der der Philosophischen Fakultät angehörte, wurde 1964 nach massivem Druck der Theologischen Fakultät zur Aufgabe des Seminars gezwungen. Gröbner bezeichnete rückblickend noch in den 1970er Jahren den Streit als Kulturkampf der liberalen Professoren gegen die Jesuitenfakultät und verglich ihn mit Kants Streit der Fakultäten.
Gröbner hatte mehrere Töchter. Seine Tochter Waltraud (* 1931), die zum Dr. phil. promovierte, heiratete den Althistoriker und Professor in Heidelberg Fritz Gschnitzer.

## Auszeichnungen
1969: Wilhelm-Exner-Medaille

## Werke (Auswahl)
- Über eine neue idealtheoretische Grundlegung der algebraischen Geometrie, Mathematische Annalen, Band 115, 1938, S. 333–358
- Moderne algebraische Geometrie. Die idealtheoretischen Grundlagen, Springer 1949
- Über die idealtheoretische Grundlegung der algebraischen Geometrie, Proc. ICM Amsterdam 1954, Band 3, 1956, S. 447–456
- mit Ferdinand Cap: The Three-Body Problem Earth-Moon-Spaceship, in: Astronautica Acta, Band 5, 1959, S. 287–312
- Die Lie-Reihen und ihre Anwendungen, VEB Deutscher Verlag der Wissenschaften, Berlin, 1960
- mit Nikolaus Hofreiter: Integraltafel, 2 Bände, 3. Auflage, Springer 1961
- Matrizenrechnung, BI Hochschultaschenbücher, Bibliographisches Institut, Mannheim 19966
- Mathematische Methoden der Physik (BI Hochschultaschenbücher). Bibliographisches Institut, Mannheim 1964, 1965 (2 Bde., zusammen mit Peter Albin Lesky).
- Method of Lie Series (BI Hochschultaschenbuch; 802). bibliographisches Institut, Mannheim 1967 (zusammen mit H. Knapp).
- Algebraische Geometrie. Bibliographisches Institut, Mannheim 1969/70 (2 Bde.).

1. Arithmetische Theorie der Polynomringe. 1969 (BI Hochschultaschenbuch; 737).
2. Allgemeine Theorie der kommutativen Ringe und Körper. 1970 (BI Hochschultaschenbuch; 273).

- Über die idealtheoretische Grundlegung der algebraischen Geometrie, Wissenschaftliche Buchgesellschaft, Wege der Forschung, 1972
- Differentialgleichungen, 2 Bände, Bibliographisches Institut, Mannheim 1977